# Ogliastra megye
Ogliastra megye Olaszország Szardínia régiójának egyik megyéje. Székhelye 
- Lanusei
- Tortolì

.

## Fekvése
Ogliastra megye Nuoro és Cagliari megyékkel határos.

## Községek(comuni)
- Arzana
- Bari Sardo
- Baunei
- Cardedu
- Elini
- Gairo
- Girasole
- Ilbono
- Jerzu
- Lanusei
- Loceri
- Lotzorai
- Osini
- Perdasdefogu
- Seui
- Talana
- Tertenia
- Tortolì
- Triei
- Ulassai
- Urzulei
- Ussassai
- Villagrande Strisaili